# Стоунхендж (Квинсленд)
Стоунхе́ндж (англ. Stonehenge) — населённый пункт в районе Барку, Квинсленд, Австралия. В 2016 году население Стоунхенджа составляло 44 человека.

## География
Стоунхендж находится в центральной части Австралии, в юго-западной части Квинсленда, в 66 км к северо-западу от центра района Джунды.

## Демография
Согласно переписи 2016 года, население Стоунхенджа составляло 44 человека ( из них 60 % мужчин и 40 % женщин). Средний возраст населения составил 56 лет, а среднее количество людей в семье — 2 человека.

## Инфраструктура
В Стоунхендже находится начальная школа и библиотека.